# 국부 이진 패턴

거리를 크게 하면 이진 패턴의 갯수를 늘릴 수 있다.

국부 이진 패턴(Local Binary Pattern, LBP)은 중심점과 주변점 사이 밝기의 대소를 이용해 이진법 패턴을 만들어서 특징 추출에 활용하는 것이다. 256개를 다 쓰면 너무 많으므로 비슷한 패턴을 묶어서 분석하곤 한다.

## 같이 보기
- 국부 삼진 패턴
- 센서스 변환